# Lake Catherine
Lake Catherine – jednostka osadnicza w Stanach Zjednoczonych, w stanie Illinois, w hrabstwie Lake.